# Desfile do Dia da Vitória em Moscou em 2008

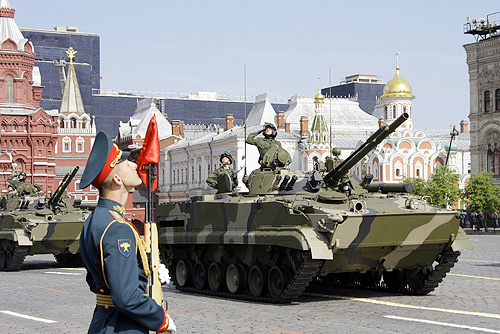
BMP-3 durante o desfile.

O Desfile do Dia da Vitória em Moscou em 2008 foi um desfile militar que ocorreu em 9 de maio de 2008 na Praça Vermelha em Moscou para comemorar o 63º aniversário da vitória soviética sobre a Alemanha Nazista na Grande Guerra Patriótica. Este foi o primeiro desfile militar realizado na Praça Vermelha na Federação Russa a contar com equipamento militar.  O desfile foi comandado pelo Comandante do Distrito Militar de Moscou General do Exército Vladimir Bakin, e inspecionado pelo Ministro da Defesa Anatoly Serdyukov. Um discurso foi feito pelo presidente russo Dmitri Medvedev, que assumiu o cargo apenas dois dias antes . Este seria o primeiro grande desfile militar russo visto na televisão em todo o mundo, quando a RT transmitiu o desfile ao vivo pela primeira vez em sua história.

## Programação do desfile

### Formações do desfile
- Bandas militares em massa, lideradas e conduzidas pelo Major General Valery Khalilov e compostas por:
  - Banda da Sede do Distrito Militar de Moscou
  - Banda Militar Central da MDFR
  - Banda Central da Marinha Russa
  - Banda do Conservatório Militar de Moscou, Universidade Militar do Ministério da Defesa da Federação Russa
  - Banda do QG do Ministério de Situações de Emergência da Federação Russa
- Corpo de Tambores da Escola Militar de Música de Moscou

#### Coluna de Infantaria
- 154º Regimento de Comandantes Independentes de Preobrazhensky e Guardas de Cor
  - Guarda de Cor composta por:
    - Bandeira da Rússia
    - Bandeira da Vitória
    - Bandeira das Forças Armadas da Federação Russa

  - Companhia de Guardas de Honra Combinada das Forças Armadas
- Unidades históricas
- Unidades representativas das Forças Armadas, Ministério de Assuntos Internos, Ministério de Situações de Emergência e Defesa Civil, Serviço Federal de Segurança, bem como unidades do Distrito Militar de Moscou
  - Academia de Armas Combinadas das Forças Armadas da Federação Russa
  - Academia Militar das Forças de Mísseis Estratégicos de Pedro, o Grande
  - Universidade Militar do Ministério da Defesa da Federação Russa
  - Academia da Força Aérea Gagarin
  - Academia Zhukovsky de Engenharia da Força Aérea
  - Academia de Defesa Civil do Ministério de Situações de Emergência da Federação Russa
  - Universidade Tecnológica Militar
  - Instituto Espacial Militar de Rádio Eletrônica de Moscou
  - Instituto Militar de Moscou do Serviço Federal de Fronteiras da Federação Russa "Conselho Municipal de Moscou"
  - 2ª Divisão de Fuzileiros Motorizados da Guarda
  - 4ª Divisão de Tanques de Guardas "Iúri Andropov"
  - 27ª Brigada de Rifles Motorizados de Guardas Separados
  - Escola Superior de Comando Aerotransportado da Guarda Riazã
  - 98ª Divisão Aerotransportada de Guardas
  - ODON Ind. Divisão de Tropas Internas Motorizadas do Ministério de Assuntos Internos da Federação Russa " Felix Dzerzhinsky "
  - Instituto Militar Naval do Báltico "Almirante Fyodor Ushakov"
  - 336ª Brigada de Infantaria Naval de Guardas da Frota do Báltico
  - Escola Naval Nakhimov
  - Escola Militar Suvorov
  - Escola de Treinamento de Alto Comando Militar de Moscou

Este foi o maior desfile desse tipo realizado na Rússia desde a queda da União Soviética, contando com mais de 9000 militares e 100 veículos.  Diferentemente dos desfiles anteriores, não participaram tropas vestidas com os uniformes da Grande Guerra Patriótica, embora a Bandeira da Vitória tenha sido desfilada logo no início da cerimônia. O treinamento para o desfile durou dois meses em Alabino, Oblast de Moscou. Em 8 de maio, uma plataforma temporária com uma faixa branca-azul-vermelha foi erguida na Praça Vermelha, cobrindo o Mausoléu de Lenin. 

#### Veículos terrestres no desfile

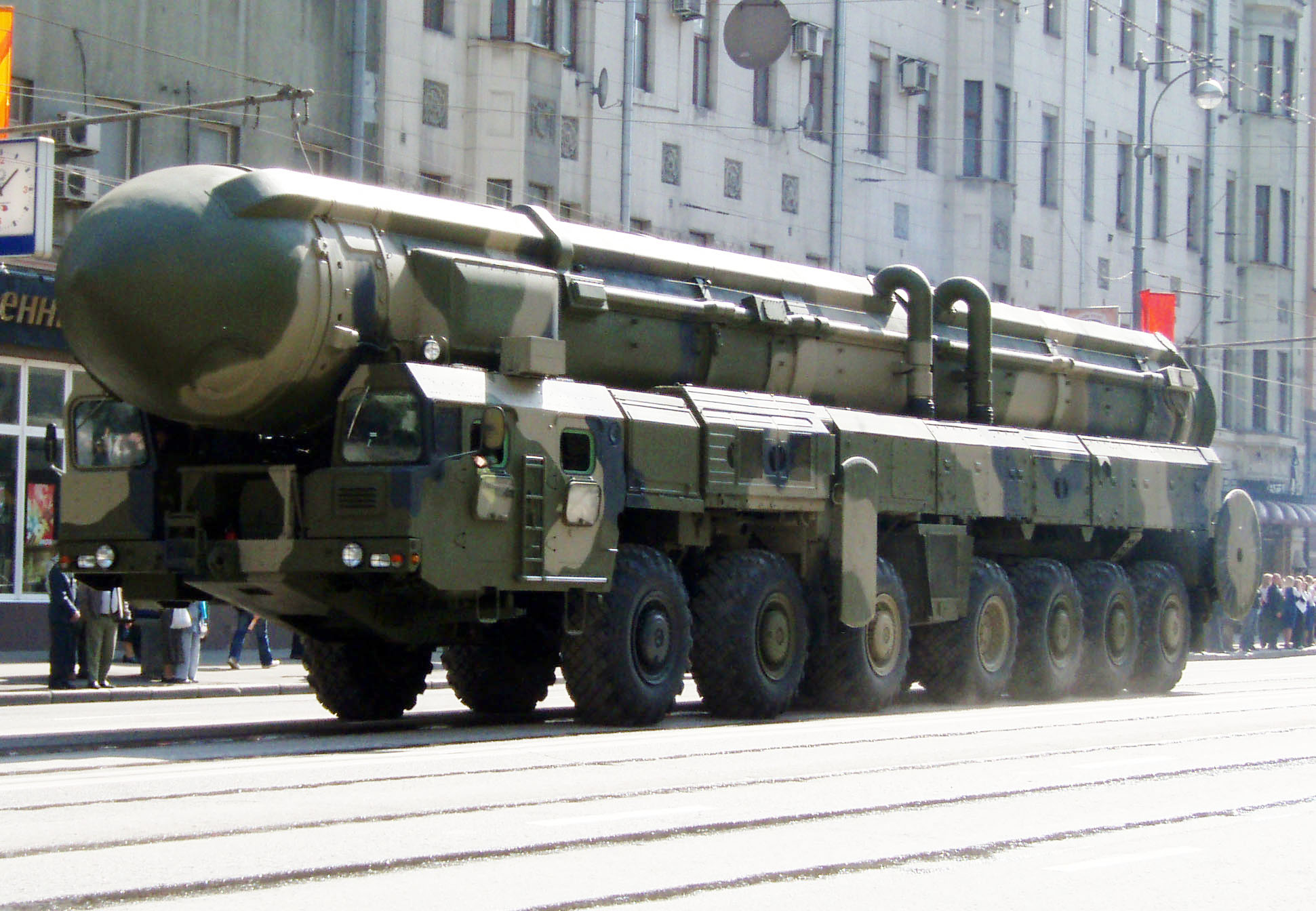
Topol no ensaio do desfile realizado em 5 de maio de 2008.

Esta foi a primeira vez na Federação Russaem que veículos militares fizeram parte de um desfile na Praça Vermelha. Abaixo os mesmos por ordem de aparição: 
- Grupo de guarda bandeira composto por três UAZ-469
- GAZ Tigr
- BTR-80
- BMP-3
- BMD-4
- 2S25 Sprut-SD
- T-90
- 2S19 Msta
- 9K22 Tunguska
- Sistema de mísseis Tor
- 9k37 Buk
- BM-30 Smerch
- S-300
- Iskander M
- RT-2PM Topol
- Grupo de bandeiras da retaguarda composto por três UAZ-469

Em 22 de abril, o equipamento foi entregue no campo de treinamento de Alabino, próximo de Moscou. Antes do desfile, os veículos sobre esteiras foram entregues por trem até a estação Presnya-Tovarnaya e depois por conta própria ao longo da rua Tverskaya em pistas de asfalto com revestimento de borracha que não danificaram a superfície da estrada. O armazenamento de equipamento militar durante os ensaios na Praça Vermelha foi realizado na área do Campo Khodynskoye. Por precaução, os fios do trólebus foram desenergizados. Devido ao fato de que em 1995 os Portões da Ressurreição foram restaurados, o equipamento militar entrou na praça por um lado do Museu Histórico do Estado, e não por dois como nos desfiles soviéticos. 

#### Aeronaves no Desfile
Por ordem de apresentação:
- 3 Mil Mi-8 (com bandeiras)
- Antonov An-124 e 2 Sukhoi Su-27
- Tupolev Tu-160 e 2 Mikoyan MiG-31
- Tupolev Tu-95, Ilyushin Il-78 e 2 Mikoyan MiG-29 (Il-78 e Tu-95 estavam imitando um reabastecimento aéreo)
- Ilyushin Il-78, Sukhoi Su-24, Sukhoi Su-34, também imitando um reabastecimento aéreo. Os Su-34 vieram do 4º Centro de Uso de Combate e Retreinamento de Pessoal de Voo da Base Aérea de Lipetsk.
- 3 Tupolev Tu-22M
- 4 Sukhoi Su-25
- 5 Sukhoi Su-27 e 4 Mikoyan MiG-29 (Cavaleiros Russos e Strizhi)

## Música
Inspeção e Endereço
- Marcha do Regimento Preobrazhensky (Марш Преображенского Полка)
- Marcha Lenta dos Tanquistas (Встречный Марш Танкистов) por Semyon Tchernetsky
- Marcha lenta para carregar a bandeira da guerra (Встречный Марш для выноса Боевого Знамени) por Dmitriy Valentinovich Kadeyev
- Marcha Lenta dos Guardas da Marinha (Гвардейский Встречный Марш Военно-Морского Флота) por Nikolai Pavlocich Ivanov-Radkevich
- Marcha Lenta das Escolas de Oficiais (Встречный Марш офицерских училищ) por Semyon Tchernetsky
- Marcha Lenta (Встречный Марш) por Dmitry Pertsev
- Marcha Lenta do Exército Vermelho (Встречный Марш Красной Армии) por Semyon Tchernetsky
- Marcha Lenta (Встречный Марш) por Evgeny Aksyonov
- Glória (Славься) por Mikhail Glinka
- Fanfarra de Desfile Todos Ouçam! (Парадная Фанфара "Слушайте все!") por Andrei Golovin
- Hino Nacional da Federação Russa (Государственный Гимн Российской Федерации) por Alexander Alexandrov
- Retiro de Sinal (Сигнал "Отбой")

Coluna de Infantaria
- Marcha General Miloradovich (Марш "Генерал Милорадович") por Valery Khalilov
- A Despedida da Eslava (Прощание Славянки) por Vasiliy Agapkin
- Servir à Rússia (Служить России) por Eduard Cemyonovich Khanok
- Marcha de Lefortovsky (Лефортовский Марш) por Valery Khalilov
- Marcha de Artilharia (Марш Артиллеристов) por Tikhon Khrennikov
- Marcha de Combate (Строевой Марш) por Dmitry Illarionovich Pertsev
- Marcha Aérea (Авиамарш) por Yuliy Abramovich Khait
- Em Defesa da Pátria (В защиту Родины) por Viktor Sergeyevich Runov
- Marcha dos Cosmonautas/Amigos, eu acredito (Марш Космонавтов /Я верю, друзья) por Oskar Borisovich Feltsman
- Marcha Kant (Марш "Кант") por Valery Khalilov
- Em Guarda pela Paz (На страже Мира) por Boris Alexandrovich Diev
- Precisamos de uma vitória (Нам Нужна Одна Победа) por Bulat Shalvovich Okudzhava
- Marcha Herói (Марш "Герой")
- Nós Somos o Exército do Povo (Мы Армия Народа) por Georgy Viktorovich Mavsesya
- A Tripulação é uma família (Экипаж - одна семья) por Viktor Vasilyevich Pleshak
- V Put (В Путь) por Vasily Pavlovich Solovyov-Sedoy
- Dia da Vitória (День Победы) por David Fyodorovich Tukhmanov

Coluna Móvel
- Marcha General Miloradovich (Марш "Генерал Милорадович") por Valery Khalilov
- O Triunfo dos Vencedores (Триумф Победителей)
- Katyusha (Катюша) por Matvey Blanter
- Marcha Vitória (Марш «Победа») por Albert Mikhailovich Arutyunov
- Balada de um Soldado (Баллада о Солдате) por Vasily Pavlovich Solovyov-Sedoy

Coluna aérea
- Marcha Aérea (Авиамарш) por Yuliy Abramovich Khait
- Marcha Aviões – Primeiro de tudo (Марш "Первым делом самолёты") por Vasili-Solovyov-Sedoi
- Marcha Aérea (Авиамарш) por Yuliy Abramovich Khait

Conclusão
- Viva o nosso Estado (Да здравствует наша держава) por Boris Alexandrov
- Canção do Exército Russo (Песня о Российской Армии) por Alexander Alexandrov

## Críticas
O desfile recebeu críticas por retornar a exibição de armamentos como na Guerra Fria. Em resposta às críticas direcionadas a ele, o primeiro-ministro Vladimir Putin afirmou o seguinte: "Isto não é uma ameaça. Não ameaçamos ninguém e não vamos fazer isto, não impomos nada a ninguém".  Os militares alocaram mais de 1,3 bilhões de rublos para o desfile, grande parte foi utilizada para a aquisição de pedras e pavimento asfáltico para a coluna móvel, que também recebeu críticas de fontes oposicionistas. Na verdade, em 7 de maio, 131,74 milhões de rublos foram gastos na restauração de estradas e outras medidas preparatórias. Durante os ensaios, nenhum dano visível à superfície da estrada foi observado.